# Emil Peeters
Emil Peeters (* 25. April 1893 in Antwerpen; † 21. Mai 1974 in Bochum) war ein deutscher Kapellmeister und Komponist belgischer Herkunft.

## Leben und Werk
Emil Peeters studierte zunächst Germanistik und Philosophie. Ab 1913 wechselte er zum Studienfach Musik zunächst an der Münchener Akademie für Tonkünste bei Walter Courvoisier und Friedrich Klose. 1914 bis 1917 studierte er dann in Berlin Musik bei Engelbert Humperdinck und Georg Schumann sowie Musikwissenschaft bei Hermann Kretzschmar und Johannes Wolf.
1918 und 1919 wirkte er in Essen als stellvertretender Konzertmeister. Er wirkte von 1919 bis 1960 in Bochum als Schauspielkapellmeister und Bühnenkomponist. Zum 1. Mai 1933 trat er der NSDAP bei (Mitgliedsnummer 2.927.777).
Emil Peeters kompositorische Hauptwerke sind die Tanzsinfonie op. 18 (1926), zwei Klavierkonzerte (1935 und 1952), ein Cellokonzert (1946), ein Streichquartett op. 38 (1947), ein Violinkonzert (1951), die Sinfonietta Bochumensis (1958) sowie die Oper Die Troerinnen op. 15. (Text von Franz Werfel nach Euripides, uraufgeführt in Duisburg 1929). Werke aus der Spätphase von Emil Peeters sind das Konzert für zwei Violinen und Orchester (1955), eine Symphonie (1963), die Sinfonia irrealis (auf Texte von Paul Valery, 1964), Gesang der Memnonsäule für Soli, Chor und Orchester (Text Franz Werfel, 1965), Triptychon (1966), Lieder mit Instrumentalbegleitung (Paul Celan, 1966–1969), Intrada 69, ein Bratschenkonzert (1969) und ein Streichquartett (1970).